# Parametorchis
Parametorchis ist eine Gattung von in der Leber und den Gallengängen von Säugetieren parasitierender Saugwürmern. Sie kommt in der Holarktis vor. Typspezies der Gattung ist Parametorchis complexus.

## Merkmale
Der längliche Körper ist hinten abgerundet. Der Mundsaugnapf ist klein, der Bauchsaugnapf liegt im vorderen Körperdrittel. Ein Präpharynx fehlt, der Pharynx ist gut entwickelt. Der Ösophagus ist sehr kurz oder fehlt ganz. Die Darmgabel liegt am Vorderende, die beiden Blinddärme ziehen gewunden bis nahe an das Körperende. Die beiden Hoden liegen hintereinander oder leicht diagonal im hinteren Körperbereich. Das Ovar liegt etwa in der Körpermitte, der Uterus ist stark gewunden. Der Dotterstock (Vitellarium) besteht aus zwei Follikelsträngen und liegt vor dem Äquator. Das Ausscheidungsbläschen hat einen sigmoiden Stamm, der zwischen den Hoden oder rückenseitig von ihnen verläuft. Es teilt sich zwischen Samenbläschen und vorderem Hoden. Die Exkretionspore liegt endständig.

## Arten
Die Gattung enthält folgende Arten:
- Parametorchis canadensis Price, 1929
- Parametorchis cerci Bhutta & Khan, 1975
- Parametorchis complexus (Stiles & Hassall, 1894) Skrjabin, 1913
- Parametorchis intermedius Price, 1929
- Parametorchis novaeboracensis Hung, 1926
- Parametorchis nycticoraxis (Leonov, 1959)
- Parametorchis skrjabini Morozov, 1939
- Parametorchis taiwanensis (Fischthal & Kuntz, 1981)

Obsolete Synonyme der Gattung sind Allometorchis Baer, 1944 und Metametorchis Morozov, 1939.